# Тулпар Эйр
Авиакомпания «Тулпар Эйр» — российская авиакомпания, специализирующаяся на управлении и эксплуатации воздушных судов деловой авиации, а также организации и выполнении нерегулярных (чартерных) воздушных перевозок.

## История

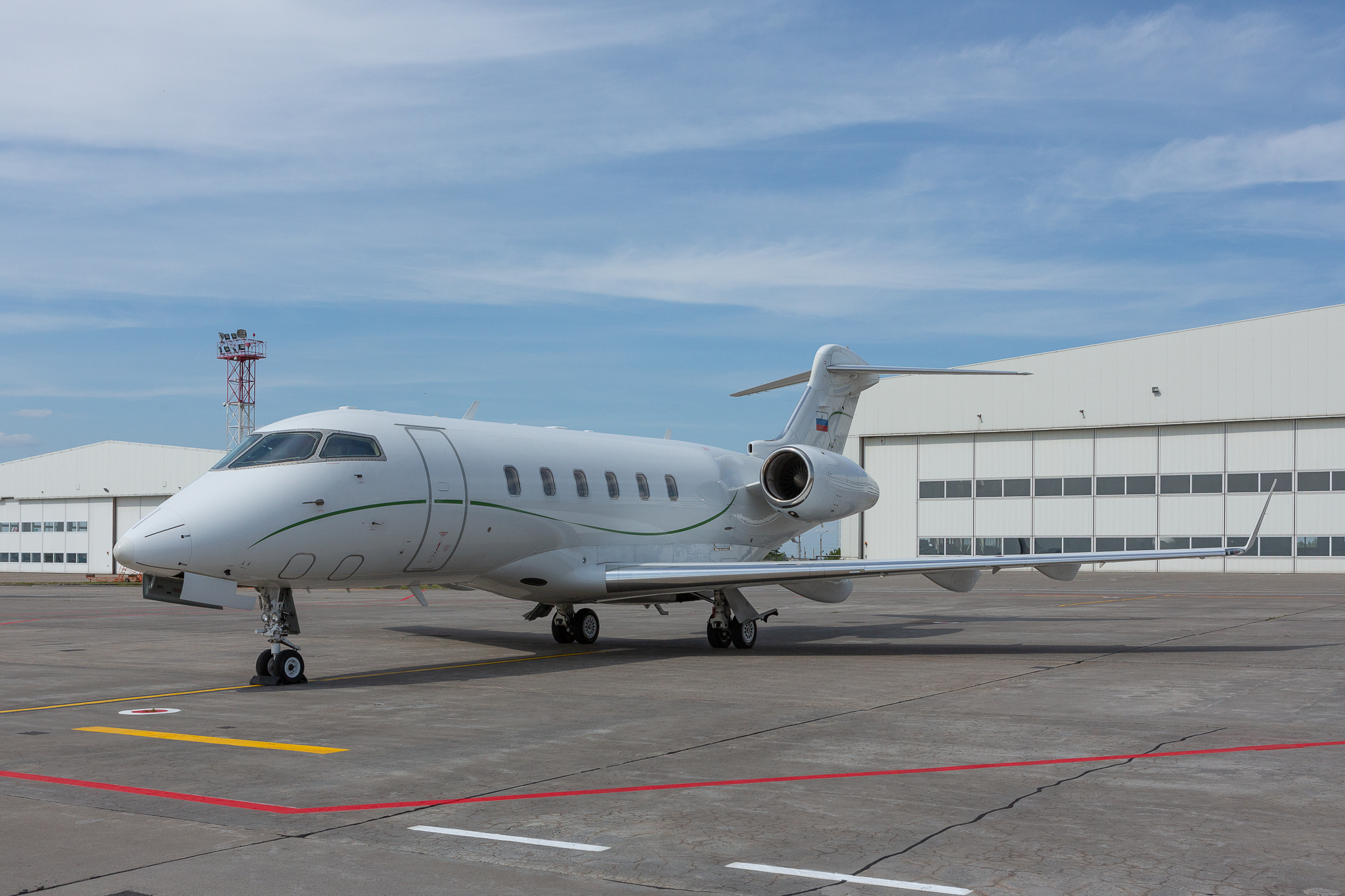
Bombardier Challenger 300

Логотип, использовавшийся с 1997 года по 2019 год

В 1991 году из лётно-испытательного подразделения ОКБ «Сокол» образовано малое предприятие «Полёт» во главе с лётчиком-испытателем Азатом Хакимом. Лётная деятельность началась с эксплуатации одного самолёта Як-40 в варианте «салон». Чуть позже эта авиакомпания получила название «Тулпар», что в переводе с татарского означает «пегас».
В 2008 году бизнес перевозки были выделены в самостоятельное направление. С этой целью была создана авиакомпания «Тулпар Эйр» — первый российский эксплуатант самолёта Bombardier Challenger 300. Все воздушные суда иностранного производства, которые авиакомпания приняла в эксплуатацию, прошли полное таможенное оформление и зарегистрированы органами гражданской авиации России. На протяжении многих[сколько?] лет авиакомпания «Тулпар Эйр» выполняла чартерные рейсы по перевозке российских спортивных команд, являлась официальным перевозчиком Роскосмоса по всему миру. На сегодняшний день деятельность авиакомпании сконцентрирована на лётной эксплуатации бизнес-джетов корпоративных клиентов.
В марте 2023 года Азат Хаким принял решение выйти из состава учредителей авиакомпании "Тулпар Эйр", таким образом 100 процентов акций предприятия перешли под контроль АО "ТАИФ", ввиду чего произошла рокировка в управленческом составе авиапредприятия. 10 марта 2023 года пост генерального директора авиакомпании "Тулпар Эйр" занял авторитетный авиатор в Республике Татарстан - Антон Владимирович Сидоркин, проработавший в авиакомпании более 15 лет в должности пилота-инструктора.
В сентябре 2023 года авиационное предприятие приобретает в собственность ангарный комплекс на территории международного аэропорта Казань, общей площадью 4784,5 кв.м.
В декабре 2023 года инженерно-авиационная служба авиакомпании получила сертификат ФАВТ на организацию технического обслуживания воздушных судов типа Global 5000/6000, Challenger-300/350, Challenger-850/CRJ-200.
Таким образом Авиакомпания "Тулпар Эйр" является ведущим авиационным предприятием не только Республики Татарстан, но и лидирующей коммерческой авиакомпанией  в рамках Федерального и СНГ значения.

## Флот
ООО "Авиакомпания "Тулпар Эйр" эксплуатирует воздушные суда марки Bombardier Business Jets. Парк воздушных судов включает следующие воздушные суда:
| Тип самолёта   | Количество | Примечания |
| -------------- | ---------- | ---------- |
| Challenger 300 | 2          |            |
| Global 6000    | 1          |            |
| Global 5000    | 2          |            |
| Challenger 850 | 2          |            |
| AS-350         | 1          |            |
| EC-135         | 1          |            |